# Jurade de Bordeaux
La jurade est le nom du conseil municipal de Bordeaux sous l'Ancien Régime. Ses membres étaient appelés jurats. 

## Historique
La charge de maire, introduite à Bordeaux à la fin du XIIe siècle, rencontre une forme plus ancienne de gouvernement de la ville dont le personnage principal est le jurat, titre que l'on retrouve à cette époque et aux précédentes dans de nombreuses villes et bourgades du quart sud-ouest de la France, de la Gironde aux Pyrénées.
En 1244, la corporation est composée d'un maire, dont le mandat est annuel, de cinquante jurats, flanqué de trente conseillers (Conseil des Trente) et trois-cents citoyens élus par le peuple sous le nom de défenseurs (Conseil des Trois-Cents). 
À la fin du XIIIe siècle, le nombre de jurats est réduit à vingt-quatre, et celui des défenseurs à cent. 
Par ordonnance de 1375, la jurade est de nouveau réduite à douze jurats, correspondant au nombre de quartiers de la ville.
La cour des jurats de Bordeaux dispose, jusqu'à la Révolution, de pouvoirs judiciaires en matière de police et en matière criminelle.

### Les registres de la Jurade
- Dast le Vacher de Boisville, Inventaire sommaire des registres de la Jurade, 1520 à 1783, vol. 1, Bordeaux, G. Gounouilhou, 1896, 738 p. (disponible sur Internet Archive).

- Ariste Ducaunnès-Duval, Inventaire sommaire des registres de la Jurade, 1520 à 1783, vol. 2, Bordeaux, F. Pech, 1901, 800 p. (disponible sur Internet Archive).

- Ariste Ducaunnès-Duval, Inventaire sommaire des registres de la Jurade, 1520 à 1783, vol. 3, Bordeaux, F. Pech, 1905, 756 p. (disponible sur Internet Archive).

- Ariste Ducaunnès-Duval et Paul Courteault, Inventaire sommaire des registres de la Jurade, 1520 à 1783, vol. 4, Bordeaux, F. Pech, 1909, 734 p. (disponible sur Internet Archive).
- Paul Courteault et Alfred Leroux, Inventaire sommaire des registres de la Jurade, 1520 à 1783, vol. 5, Bordeaux, F. Pecg, 1913, 738 p. (disponible sur Internet Archive).

- Alfred Leroux, Inventaire sommaire des registres de la Jurade, 1520 à 1783, vol. 6, Bordeaux, F. Pecg, 1916, 862 p. (disponible sur Internet Archive).

### Sources et bibliographie
- Laurent Coste, Messieurs de Bordeaux, pouvoirs et hommes de pouvoir à l'hôtel de ville 1542-1789, Bordeaux, Fédération historique du sud-ouest, Centre aquitain d'histoire moderne et contemporaine, 2006, 326 p. (ISBN 2-85408-055-6)
- Augustin Thierry, Essai sur l'histoire de la formation et des progrès du Tiers-Etat : suivi de fragments du Recueil des monuments inédits de cette histoire, 1883, 558 p. (lire en ligne), p. 315.
- Marcel Rouxel, La compétence de la Cour des Jurats de Bordeaux, Bordeaux, Bière, 1949, 210 p.
- Laurent Coste, « Les élections dans l’ordre de la noblesse à la jurade de Bordeaux (de 1550 à 1789) », Cahiers de recherches médiévales et humanistesOpenAIRE.,‎ 2010, p. 197-210 (lire en ligne)
- Ch. Bémont, « Les institutions municipales de Bordeaux au Moyen Âge. La Mairie et la Jurade (Suite et fin) », Revue Historique « T. 123, Fasc. 2 »,‎ 1916, p. 253-293 (lire en ligne)